# 穂高古墳群
穂高古墳群（ほたかこふんぐん）は、長野県安曇野市穂高にある古墳の集まりをいう。
ほとんどが西山山麓に分布し、烏川や中房川の扇頂部にある。
安曇野市指定史跡となっている。
有明古墳群（A群 - D群）と西穂高古墳群（E群,F群）などに大別される。
すべて、円墳である。

## A群
- 安曇野市穂高有明の宮城にある古墳群である。
- 主な古墳名：陵塚（A-1号墳）、犬養塚（A-6号墳）、県塚（A-7号墳）

## B群
- 安曇野市穂高有明の天満沢沿いにある古墳群である。
- 主な古墳名：ぢいが塚（B-1号墳）、連塚（B-3号墳）、金堀塚（B-5号墳）、祝塚（B-23号墳）

## C群
- 安曇野市穂高有明の富士尾沢沿いにある古墳群である。

## D古墳
- D-1号墳（魏石鬼窟（ぎしきのいわや））と称する古墳である。鳥居龍蔵博士がドルメン式古墳であると発表した。八面大王がたてこもったといわれる岩屋である。

## E群
- 安曇野市穂高牧にある古墳群である。
- 主な古墳名：西牧塚（E-1号墳）、三郎塚（E-2号墳）、狐塚（E-6,E-7,E-8号墳）

## F群
- 安曇野市穂高柏原の塚原にある古墳群である。この古墳は、沢筋に沿っている。
- 主な古墳名：二ツ塚（F-9，F-10号墳）
- F-9号墳[1]およびF-10号墳は、国営アルプスあづみの公園内にある。この2基は、2009年度から國學院大學考古学研究室による調査が行われている。

## G古墳
- G-1号墳（上原古墳）と称する古墳である。

## H古墳
- H-1号墳（耳塚 大塚様）と称する古墳である。

## その他
- 穂高神社の背後の盛土